# Lill-Auretjärnen
Lill-Auretjärnen är en sjö i Åre kommun i Jämtland och ingår i Indalsälvens huvudavrinningsområde.